# Anton Blok
Anton Blok (* 15. Februar 1935 in Amsterdam; † 24. Juni 2024 in Soest, Niederlande) war ein niederländischer Kultur-Anthropologe und Hochschullehrer.

## Leben und Wirken
Blok war ab 1972 Professor an der Universität von Amsterdam – danach emeritiert. Er betrieb in den 1960er Jahren Feldforschungen in Sizilien und wurde durch seine Publikationen über die Mafia bekannt.
Blok war Gastprofessor an der Yale University und der University of California, Berkeley.

## Schriften (Auswahl)
- Wittgenstein en Elias. Een methodische richtlijn voor de antropologie, Athenaeum – Polak & Van Gennep, Amsterdam 1976, ISBN 90-253-3048-7
- Die Mafia in einem sizilianischen Dorf 1860 – 1960. Eine Studie über gewalttätige bäuerliche Unternehmer. Aus dem Engl. von Holger Fliessbach. Suhrkamp, Frankfurt a. M. 1981, ISBN 3-518-11082-9
- Anthropologische Perspektiven: Einführung, Kritik und Plädoyer, 2. Auflage, Klett-Cotta, Stuttgart 1995, ISBN 3-608-91725-X (1. Auflage 1985)
- Honour and violence, Polity Press, Cambridge 2001.